# Fédération chilienne de basket-ball
La Fédération chilienne de basket-ball, ou FEB (Federación de Básquetbol de Chile) est une association, fondée en 1924, chargée d'organiser, de diriger et de développer le basket-ball au Chili.
La Fédération représente le basket-ball auprès des pouvoirs publics ainsi qu'auprès des organismes sportifs nationaux et internationaux et, à ce titre, le Chili dans les compétitions internationales. Elle défend également les intérêts moraux et matériels du basket-ball chilien. Elle est affiliée à la FIBA depuis 1935, ainsi qu'à la FIBA Amériques en 1975.
La Fédération organise également le championnat national.